# Insula Mică a Brăilei
Insula Mică a Brăilei este o insulă pe Dunăre în județul Brăila, România. Suprafața insulei este de 9.559 ha, dintre care 6.566 ha reprezintă păduri. Un obiectiv turistic important, situat în partea de sud a insulei este cabana Egreta, construită între anii 1987 - 1990 cu scopul de servi a ca destinație de vânătoare pentru 
Ceaușescu..